# Mezinárodní stálá komise pro rytířské řády
Mezinárodní stálá komise pro rytířské řády (International Commission for Orders of Chivalry, ICOC) je soukromá, z privátních zdrojů financovaná organizace sdružující odborníky v oblasti práva a historie rytířských řádů a členy bývalých panovnických rodů s cílem zkoumat legimitu existujících rytířských řádů. Sídlo organizace se od roku 1999 nachází v Miláně.

## Vznik
Myšlenka organizace vznikla v rámci Genealogických a heraldických kongresů (Congress of Genealogy and Heraldry), které se v Evropě konají od roku 1929. Během III. kongresu v Madridu roku 1955 prezentovala jedna z komisí kongresu zabývající se rytířskými řády negativní postoj vůči nově vznikajícím řádům, které označila za nelegitimní a falešné a konstatovala, že je třeba vypracovat soupis takových řádů. Zároveň měly být zjištěny osoby, které stály v pozadí jejich vzniku. Je otázkou, zda bylo náhodou, že tato myšlenka vyšla právě ze Španělska generála Franka, které tehdy patřilo mezi nejkonzervativnější státy planety s fašizujícím státním systémem.
Myšlenka se ujala a na V. kongresu ve Stockholmu roku 1960 bylo přijato doporučení, aby byl do příštího setkání připraven seznam takových „nepravých“ řádů. K tomu také došlo a na následujícím VI. kongresu v Edinburghu roku 1962 byla navíc vytvořena zvláštní Mezinárodní komise rytířských řádů (International Commission for Orders of Chivalry, ICOC). Jejím úkolem bylo aktualizovat vytvořený seznam a své výsledky pravidelně zveřejňovat. Komise se postupně vyčlenila z rámce Genealogických a heraldických kongresů a vytvořila zvláštní organizaci, která si osobovala právo rozhodovat o legitimitě existujících řádů. Tím vznikla paradoxní situace. Komise ICOC, která vznikla jako zvláštní komise v rámci odborných Genealogický a heraldických kongresů, se sama povýšila na nezávislý expertní orgán a to přesto, že za sebou neměla žádnou státní ani panovnickou autoritu. Patronát nad ní ale převzal švédský princ Bertil, vévoda z Hallandu (1912–1997) a sekretářem se stal Gunnar Scheffer, v letech 1953 – 1975 švédský státní heraldik. Fungování a kompetence komise pak navíc roku 1964 potvrdil VII. Genealogický a heraldický kongres v Haagu, pod jehož pravomoc ale komise již de facto nenáležela.

## Problémy a kontroverze
Seznam tzv. samozvaných řádů byl vydán v roce 1964 a následně se komise setkala v letech 1964, 1966, 1967 a 1970. Toho roku také zveřejnila svůj soupis legitimních řádů (tzv. Register of Orders of Chivalry, resp. Registre des ordrers de chevalerie). Postupem času prestiž této organizace postupně klesala, což bylo způsobeno několika faktory. Především již roku 1964 došlo k vážné roztržce ohledně kvalifikace samozvaných řádů. Vznikly totiž dva seznamy: jeden vytvořený po souhlasu všech členů komise, druhý sestavený pouze jedním členem komise, skotským antropologem a heraldikem podplukovníkem Robertem Gayrem (1907-1996). Ten do seznamu byl zařadil i Řád svatého Lazara Jeruzalémského, které byl tehdy ochromen počínajícím sporem o velmistrovství, což vedlo spory v komisi jen prohloubilo.
Dalším důvodem jsou spory o kontinuitu. Původní ICOC zasedala poměrně pravidelně od roku 1964, ale poslední setkání se uskutečnilo roku 1986. První předseda komise baron  Alessandro Monti della Corte rezignoval roku 1964 poté, co Gayre vydal svůj neautorizovaný seznam samozvaných řádů. Jeho nástupcem se stal  kníže Erst August zur Lippe (1917-1990) a třetím předsedou Robert Gayre. Po roce 1986 však předsedové jmenovali členy komise podle vlastního rozhodnutí, což snížilo vážnost ICOC coby kolektivního orgánu. Vrcholem bylo prezidentství belfastského genealoga Terence Francise MacCarthyho (*1957). Ten se totiž na základě zfalšovaných genealogických údajů prohlásil baronem O'Kellym  de Conejera a následně přijal jméno MacCarthy Mór, kníže of Desmond. Poté, co byly tyto rodopisné machinace odhaleny, odstoupil MacCarthy z funkce prezidenta. Později však spolu s dalšími Brity zřídil stejnojmennou organizaci (Register of Orders of Chivalry), která se pokládá za skutečného pokračovatele organizace z roku 1964 a vydává vlastní soupisy pravých a samozvaných řádů.
Právní situace ICOC se díky tomu stala zmatečnou. Úplnému rozkladu se pokusil zabránit nový prezident dr. Pier Felice degli Uberti, který v říjnu 1999 vydal vyjádření k MacCarthyho případu. V něm zdůraznil jeho rezignaci i její příčiny a odmítl MacCartyho další kroky. Zároveň přistoupil k radikální rekonstrukci celé komise, v níž byli všichni členové nahrazeni novými.

## Současný stav
Od roku 2001 vydává International Commission for Orders of Chivalry čtvrtletník  Il Mondo del Cavaliere, rivista internazionale sugli Ordini cavallereschi, organizuje řadu workshopů (zejména v Itálii, USA a Španělsku) a pod jeho drží patronát nad organizací Přátelé mezinárodní komise pro studium rytířských řádů (Amici della Commissione Internazionale per lo studio degli Ordini Cavallereschi, AIOC). Nejnovější seznam rytířských řádů ICOC publikovala roku 2016.
V současnosti stojí v  čele komise výkonný výbor, který se skládá z prezidenta, viceprezidenta, zastupujícího předsedy a generálního sekretáře. Maximální počet stálých členů komise činí 75 osob, ale jen 10 z nich má charakter tzv. fellows (členů), kteří mají poradní hlas při zasedání výkonného výboru. Kromě toho jsou přidruženými členy komise patroni z řad příslušníků bývalých panovnických rodů a církevních hodnostářů. Členové komise nesmějí být členy řádů, které komise neuznala jako rytířské. Slabinou tohoto nařízení je, že některé z panovnických rodů (resp. jejich členové) právě takové řády víceméně z komerčních důvodů vytvořily. Hlavy těchto rodin a "velmistři" nově vytvořených "řádů" sice členy komisí sice většinou nejsou, ale zato v ní často ale zasedají jejich příbuzní.
Jedna z patronek řádu, ruská velkokněžna Marie Vladimirovna (* 1953) pokládaná za dědičku ruského trůnu, tak roku 2010 založila výlučně ženský Řád sv. Anastázie.  Zajímavý je habsburský Řád sv. Jiří, který oficiálně odvozuje svůj původ od starších řádů, zejména stejnojmenného řádu zřízeného roku 1469 císařem Fridrichem III., ale de facto byl nově vytvořen Ottou Habsburským (1912-2011), jeho synem Karlem (*1961) a princem Vinzenzem princem Liechtensteinem (1950-2008) jako „evropský řád“ a řád habsbursko-lotrinského arcidomu“.
Velký problém ICOC představuje její právní charakter. Komise nemá oporu v žádném ze států a není ani mezinárodně právní organizací. Jde o společenství financované z privátních zdrojů. Diskutabilní je i složení výkonného výboru komise, kde zasedají jen osoby z Itálie a Španělska. Členové komise jsou jen dva, genealog a heraldik Cecil Humphery-Smith (*1928) a obchodník s uměním, heraldik a genealog Guy Stair Sainty (* 1950), oba Britové, respektive Angličané. Nejen ve výkonném výboru, ale ani v komisi tak nejsou zastoupeny nejen další evropské regiony, ale ani jiné kulturní oblasti a konfese než katolická a anglikánské. Jak východní kulturní okruh (řecko-katolické a pravoslavné oblasti), tak protestantské země nemají v ICOC žádné zastoupení a protestanti nemají reprezentanty ani mezi patrony řádu. Za této situace je otázkou, nakolik může být tato komise kompetentním a vrcholným orgánem i pro oblasti mimo románský prostor.

## Vedení ICOC
Seznam členů komise a patronů (včetně zesnulých) byl publikován v poslední zprávě ICOC roku 2016.

### Výkonný výbor
- prezident -  Pier Felice degli Uberti
- viceprezident - Diego de Vargas Machuca
- zastupující předseda - Marco Horak
- generální sekretářka – Maria Loredana Pinotti

### Členové
- Cecil Humphery-Smith
- Guy Stair Sainty

### Patroni
- Andreas Salvator Habsbursko-Lotrinský, arcivévoda rakouský
- Walburga Maria hraběnka Douglasová, rozená arcivévodkyně rakouská
- Dom Duarte Pio, vévoda z Bragançy
- Serge Karadjodjević, princ jugoslávský
- Marie Vladimirovna, velkovévodkyně ruská
- Bruno Platter, emeritní velmistr Řádu německých rytířů
- Ignatius Joseph III. Younan, katolický patriarcha Antiochie
- Leka II. Zogu, princ albánský